# Beverly Adams
Beverly Adams (Edmonton, Canadá; 7 de noviembre de 1945) es una actriz y autora canadiense que desarrolló su extensa carrera en Estados Unidos.

## Carrera
Nacida en Edmonton, Canadá, hija de madre canadiense y padre integrante de la Fuerza Aérea de los Estados Unidos, y que anteriormente jugó béisbol en las ligas menores. Desde muy chica, Adams se trasladó a Burbank, California, donde, de adolescente, ganó algunos concursos de belleza, antes de convertirse en actriz. Durante su carrera, apareció en diversos roles en series de televisión de la década de 1960.
Después de casarse con el estilista Vidal Sassoon en 1967, se retiró de la actuación para criar a sus cuatro hijos. Durante ese retiro, y ya con su nombre de casada Beverly Sassoon publicó varios libros y sirvió de portavoz de Vidal Sassoon, Inc, en 1980. La pareja posteriormente se divorció y ella regresó a la actuación. También lanzó su propia línea de productos para el cuidado de animales, Beverly Sassoon Pet Care System.
En lo que respecta a su familia tuvo cuatro hijos, entre ellos, un hijo adoptado. Su hija mayor,Catya Adams (1968-2002), que también fue actriz, murió víctima de un ataque al corazón inducido por el consumo de drogas. Sus otros hijos son Elan BenVidal (17 de enero de 1970), David (1972) y Eden Sassoon (nacido en 1973).

## Filmografía

### Cine
- 1964: The New Interns (como Lisa)
- 1964: Roustabout (como Cora)
- 1965: Girl Happy
- 1965: How to Stuff a Wild Bikini (como Cassandra)
- 1965: Winter A-Go-Go (como Jo Ann Wallace)
- 1966: Los silenciadores (como Lovey Kravezit)
- 1966: Birds Do It (como Claudine Wald)
- 1966: Se Tutte le Donne del Mondo (If All the Women in the World) (como Karin)
- 1966: Matt Helm, agente muy especial (como Lovey Kravezit)
- 1967: Devil's Angels (como Lynn)
- 1967: Emboscada a Matt Helm (como Lovey Kravezit)
- 1967: Torture Garden (como Carla Hayes)
- 1968: Hammerhead (como Ivory)
- 1996: Mind Games

### Televisión
- 1963: The Adventures of Ozzie and Harriet (como Gloria, episodio: "Wally's Pen Pal")
- 1964: Channing (episodio: "My Son, the All-American")
- 1964: Dr. Kildare
- 1964-1965: La ley de Burke
- 1965: Bewitched (como Dora "D. D." Danger O'Riley, episodio: "George the Warlock")
- 1965: Gidget (como Treasure, episodio: "In God, and Nobody Else, We Trust")
- 1965: Camp Runamuck (Episodio: "The New Swimming Pool")
- 1980: Quincy, M.E. (como Dr. Jerri McCracken, episodio: "New Blood")
- 1982: CHiPs (como Vanessa James, episodio: "Head Over Heels")
- 1992: Silk Stalkings (como Anna Alexis, episodio: "Baser Instincts")
- 1996: The Guilt (como Vivian Cornell, episodio: "Dean's Office")
- 1997-1999: Profiler